# Nicole Stott
Nicole Marie Passonno Stott (Albany, New York, 1962. november 19. –) amerikai mérnök, űrhajósnő.

## Életpálya
1987-ben az Embry-Riddle Aeronautical University keretében repülőmérnöki oklevelet szerzett. A Pratt & Whitney utánégetős gázturbinás sugárhajtóművek gyártásával foglalkozó vállalt szerkezeti mérnöke. Privát pilóta igazolvánnyal rendelkezik. 1988-ban csatlakozott a NASA Kennedy Űrközpontban (KSC) az Orbiter Processing Facility (HOP) mérnöke lett. A világűrben használatos eszközök, szerszámok hatékonyságát biztosította. Több program résztvevője, vezetője. 1992-ben az University of Central Florida megvédte mérnöki diplomáját. 1998-tól a Lyndon B. Johnson Űrközpont (JSC) tagjaként az Aircraft Operations Divisionban, a Flight Simulation mérnöke (FSE).
2000. július 26-tól a Lyndon B. Johnson Űrközpontban részesült űrhajóskiképzésben. 2006 áprilisában egy 18 napos tenger alatti (NASA Extreme Environment Mission Operations NEEMO 9) kiképzésen vett rész. Moszkvában részt vett egy orosz nyelvtanfolyamon. A robotkarok alkalmazása érdekében több képzésen vett részt. A NASA Űrhajózási Iroda megbízásából a Lyndon B. Johnson Űrközpont (JSC) szimulációs rendszerének mérnöke. Két űrszolgálata alatt összesen 17 napot, 7 órát és 12 percet (2477 óra) töltött a világűrben. A JSC állományában az Űrhajózási Iroda keretében az Űrállomás űrhajósainak vezetője.

## Űrrepülések
- STS–128 a Discovery űrrepülőgép 37. repülésének küldetésfelelőse, ISS fedélzeti mérnök. A Nemzetközi Űrállomás 20. és 21. személyzetének tagja. Feladatuk volt a személyzet csere végrehajtása, logisztikai ellátmány szállítása a  Leonardo Multi-Purpose Logistics Module (MPLM) fedélzetén és egy, a hűtőrendszerben használt ammóniát tartalmazó tartály (a Lightweight Multi-Purpose Experiment Support Structure Carrier segítségével) feljuttatása, cseréje. A program végrehajtásával lehetővé vált, hogy a 3 fős legénység 6 fősre bővülhessen. Egyik feladata volt az Extravehicular Mobility Unit (EMU) szkafander gyakorlati ellenőrzése. Első űrszolgálata alatt összesen 90 napot, 10 órát és 45 percet (2170 óra) töltött a világűrben. Egy űrséta (kutatás, szerelés) összesen 6 órát és 35 percet töltött a világűrben.
- STS–133, a Discovery űrrepülőgép utolsó járatának, 39. repülésének küldetésfelelőse. Feladatuk a Leonardo Pressurized Multipurpose Module (PMM), az ExPRESS Logistics Carrier 4 (ELC4) és a Robonaut2 szállítása volt a Nemzetközi Űrállomásra. Második űrszolgálata alatt összesen 12 napot, 19 órát és 04 percet (307 óra) töltött a világűrben. 8 536 190 kilométert (5 304 140 mérföldet) repült, 202 alkalommal kerülte meg a Földet.

### Tartalék személyzet
STS–133, az Endeavour űrrepülőgép 22. repülésének ISS fedélzeti mérnöke.